# Burgstall Pölling
Der Burgstall Pölling, auch Burgstall Rittershof genannt, ist eine abgegangene mittelalterliche Höhenburg etwa 700 m westnordwestlich von Rittershof und 1600 m westsüdwestlich von Pölling, heute einem Stadtteil der Großen Kreisstadt Neumarkt in der Oberpfalz, in der Waldabteilung Am alten Schloß. Die Anlage wird als Bodendenkmal unter der Aktennummer D-3-6734-0004 als „mittelalterlicher Burgstall“ geführt. 

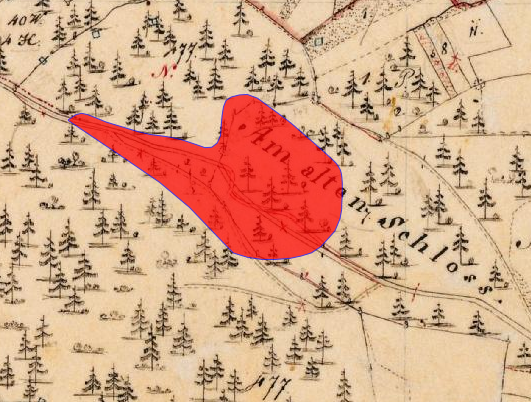
Lageplan des Burgstalls Pölling auf dem Urkataster von Bayern

## Beschreibung
Der Burgstall liegt auf der Spitze eines Höhenrückens in einem Kiefernwald. Der Burgstall bildet eine annähernd rechteckige Fläche von 20 × 48 m und ist allseitig mit einem Graben umgeben; dieser wird an den Längskanten von Wällen vor der Hangkante gebildet. An den Schmalseiten liegt gegen die Bergspitze ein Quergraben ohne Wallaufschüttung, bergwärts liegt ein Halsgraben, dessen Ausraum am Nordhang zu einem Schuttkegel angeworfen ist. Ein Abschnittsgraben mit Wall liegt 20 m vor dem Halsgraben; dieser zieht sich im Nordosten mit einem Knick nach außen auf 20 m Länge schräg. Die Anlage wird auf der Südseite und der Südwestecke von tiefen Wegerinnen durchbrochen. Im Inneren der Burgfläche sind keine obertägigen Baureste vorhanden.

## Geschichte
Rittershof wird nach dem Urbarium Baiuarium Transdanubiae von 1280 als Gut der Bayernherzöge der Wittelsbacher in der Nachfolge der Staufer im Schultheißenamt Neumarkt genannt.
Die Burg Rittershof war vermutlich der erste Sitz der Pöllinger; bereits um 1070 findet sich bei der Übergabe von Censualen an das Kloster Sankt Emmeram ein Mazil de Pollingen. In der Stiftungsurkunde des Klosters Seligenporten tritt 1249 ein Ulrich de bellungen (Ulrich von Pöllingen) auf. Auch im 15. Jahrhundert wird das Geschlecht der Pöllinger mehrmals erwähnt, so ein Ulrich Pöllinger, der als herzoglicher Pfleger zu Haimburg auftritt.
Die Pöllinger haben ihren Sitz am Berg vermutlich im Mittelalter aufgegeben und sind weggezogen.